# Unidad Educativa Básica Dr. Lorenzo Rufo Peña
Unidad Educativa Básica Dr. Lorenzo Rufo Peña es una institución pública de educación primaria laica de la ciudad de Vinces, Ecuador, fundada en 1927.

## Historia
El 2 de mayo de 1927 en el sitio conocido como La Loma, a orillas del río Vinces, fue  fundado este plantel como escuela fisco-municipal, donde antiguamente funcionaba la planta de energía eléctrica, sitio en el que se construyó la sede del Retén de la Policía y la casa contigua.
En 1937, la escuela fue trasladada al local de la Casa Amarilla, nombre con el que se denominaba al inmueble de los herederos del señor Felipe Mendoza, Ubicada en la calle Olmedo, entre Sucre y Díez de Agosto, pero ya como escuela fiscal.
Años más tarde, la municipalidad del cantón, fundó la escuela municipal Joaquín Donoso, la misma que pasó a funcionar en el local que ocupaba la Rufo Peña por lo que tuvo que desocupar el edificio, trasladándose a laborar al local que ocupaba la panadería La Rival, donde laboró con muchas dificultades, siendo su director el Prof. Gilberto Molina Correa. Después fueron directores: Arcadio Soto Santana y Amado Vargas Nivela.
En 1939 regresa al edificio de la Casa Amarilla y permanece hasta el 17 de mayo de 1960, cuando se derrumba una parte del edificio a causa del estado vetusto en que se encontraba. Entonces, su director era el normalista Rafael Sotomayor Gallardo.
El 23 de mayo de 1960, la escuela pasó a ocupar el edificio que se construía en el gobierno del presidente Dr. Camilo Ponce Enríquez, ubicado en las calles Ricaurte y Jacinto Martín Aspiazu, y que en la actualidad ocupa. En este año pasó a ocupar la dirección del plantel el Prof. Enrique Jibaja Lemos, quien se caracterizó por su "autoridad estricta y enérgica por su preocupación de la correcta formación del alumnado", hasta 1972, cuando fue nombrado el Prof. Jorge Cárdenas Vaca. Luego desde 1973 y hasta el 2005 la dirección del Plantel la desempeñaba el Prof. Augusto Sotomayor Carriel logrando grandes avances en el plano educativo, social, deportivo y tecnológico.
En el año 2002 por iniciativa de un exalumno del plantel, Xavier Yela Villamar, por intermedio del Prof. Lindbergh Mosquera y la profesora Gloria Montes logra plasmar la idea de que era posible que una escuela fiscal pueda incursionar en el fabuloso mundo de las computadoras, mas una cosa era cierta, los avances tecnológicos implicaban grandes desafíos pero a su vez grandes oportunidades, pero países como el Ecuador, recién en este año, daban la primera iniciativa oficial de dar a los maestros en las grandes ciudades una [computadora personal|PC]] y trataba de implementar un programa de capacitación destinado al uso pedagógico (después de aquella iniciativa hubo un cierto estancamiento, unido sobre todo a los cambios de gobiernos en tan pocos años), ante esto, la alternativa para que el alumnado incursione en el uso de esta nueva herramienta era que de alguna manera la comunidad colabore. Así el director Augusto Sotomayor decide emprender el reto y destinó y adecuó una aula para el laboratorio y Yela dotó de equipamiento al laboratorio con ordenadores (con ayuda de amigos empresarios guayaquileños), recursos informáticos y soporte técnico, mientras el comité de padres de familia contrató un instructor especialista en esta área para la capacitación del alumnado.
El 20 de julio de 2007 la Dirección y el personal docente en sesión del Consejo Técnico decidió por unanimidad, reconocer en vida los méritos de Yela Villamar, por ser el propulsor de la informática en el Plantel y digno representante como exalumno de la escuela en este campo, y para tal efecto decidió poner su nombre al aula del laboratorio de informática.
Es indudable el aporte dado desde 1927 por la escuela a la comunidad, en el aspecto educativo, cultural, deportivo y tecnológico, los maestros que han pasado por sus aulas han tenido mucho que ver con el adelanto y el desarrollo intelectual y profesional de quienes tuvieron y tienen el honor de educarse en este prestigioso y legendario centro de estudios.
La escuela es parte importante de la historia de Vinces, pues mucho ha tenido que ver con las transformaciones y acontecimientos que se han dado desde su fundación, por la influencia que ejerció en los ciudadanos vinceños, donde es importante destacar a profesores de la talla de: Jacinto S. Benítez, Prof. Ángel Véliz Mendoza, Dr. Alberto Carlier Castro, Prof. Gilberto Molina Correa, Arcadio Soto Santana, Amado Vargas Nivela, Néstor Muñoz Muñoz, Lcdo. Rafael Sotomayor Gallardo, Prof. Ana Longo Álvarez, Blanca Hinostroza Yela, Jorge Vargas Muñoz, Víctor Hugo Sauhing Matute, Joel Bajaña, Roberto Gómez Fuentes, Lindbergh Mosquera Macías, Orinson Estrada, Wilson Sauhing Matute, Walter Ubilla Morán, José Véliz Gallardo, Gloria Montes Álvarez, José María Avilés Briones hasta llegar a los que actualmente laboran en el plantel, incluyendo a su conserje Ramón Arreaga Roca, los mismos que mantienen esa mística de sus antecesores que han marcado una época de grandeza, y de gloria en la cultura de Vinces.

## Actualidad
La escuela cuenta con 665 alumnos matriculados del primero al séptimo año de educación básica, 13 paralelos, 16 profesores, laboratorio de CC.NN., laboratorio de Informática, el salón de actos Prof. Augusto Sotomayor, y desde 2013 es dirigida por el Lcdo. Arnaldo Medina quien se ha preocupado por los adelantos manteniendo el laboratorio con acceso a la Internet, profesora de informática, cultura física e inglés.

La escuela de educación básica Dr. Lorenzo Rufo Peña en este 2023 cumple 96 sños de aniversario, cuenta con 2 jornadas un total de 786 estudiantes y 23 Docentes, 1 Psicólogo Clínico: José German Herrera Liberio  y 1 Director el MSc. José Luis Guadalupe Loor, manteniendo el laboratorio informático con acceso a la Internet, cultura física.